# Sugar Land
Sugar Land es una ciudad ubicada en el condado de Fort Bend en el estado estadounidense de Texas. En el Censo de 2010 tenía una población de 78.817 habitantes y una densidad poblacional de 894,57 personas por km².

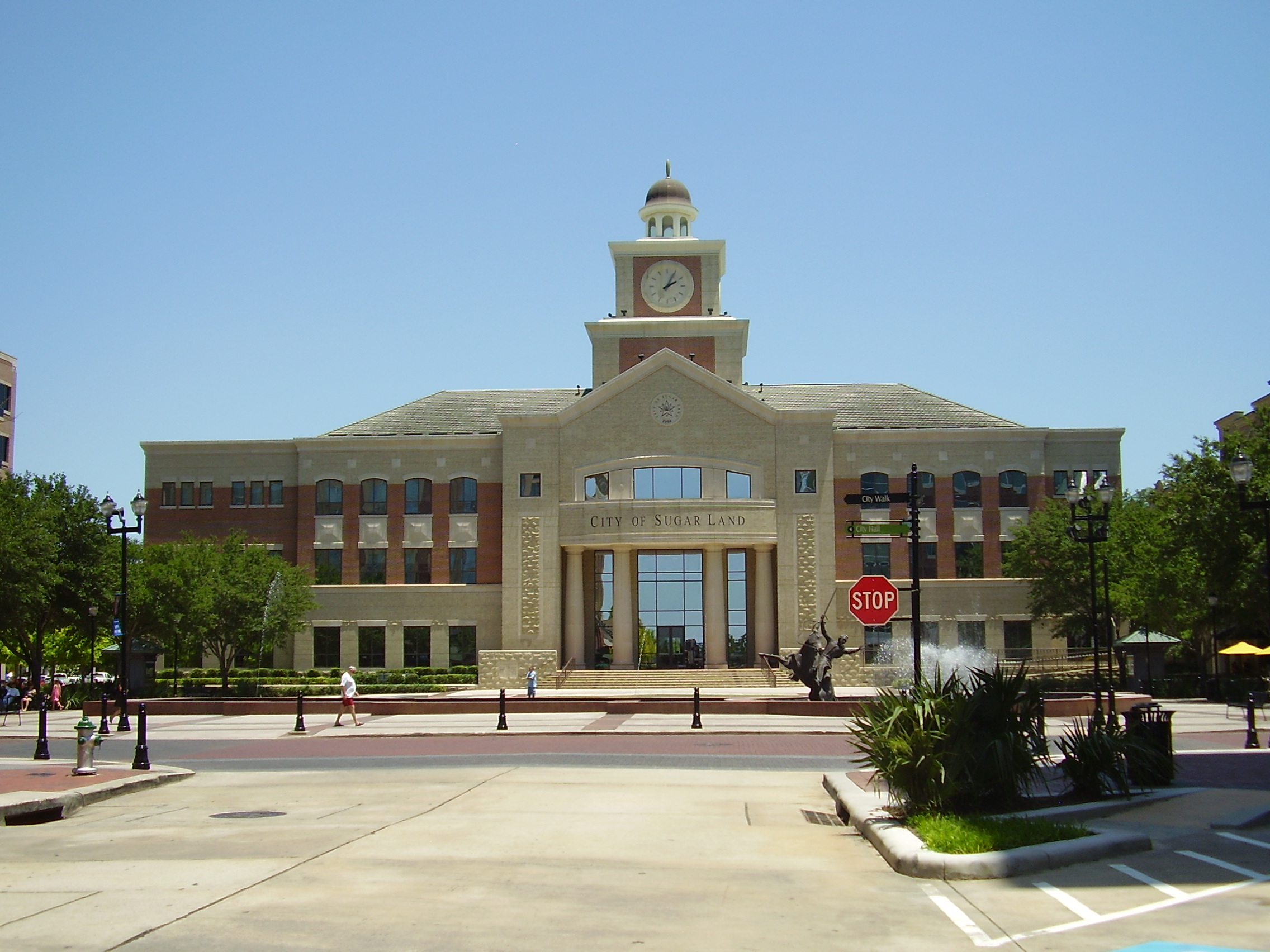
Alcaldía (Ayuntamiento) de Sugar Land

Pertenece al área metropolitana de Houston–Sugar Land–Baytown. Es una de las ciudades de más rápido crecimiento en Texas, habiendo crecido más del 158 por ciento en la última década.
Fundada como una plantación de azúcar en los años 1800 e incorporada en 1959, Sugar Land es la ciudad más grande y el centro económico del Condado de Fort Bend. La ciudad es la tercera más grande en población y la segunda más grande en cuanto a actividades económicas del área de Houston.
Sugar Land es el cuartel General de Imperial Sugar. La principal refinería de esta compañía y el centro de distribución antes estaban ubicados en esta ciudad. La ciudad también es el cuartel General de Western Airways y una importante instalación manufacturera de la Nalco Chemical Company. Además, Sugar Land tiene un gran número de empresas internacionales de energía, software, ingeniería, y productos.
Sugar Land tiene la mayoría de las comunidades planeadas en el Condado de Fort Bend, el cual, de por sí, alberga el mayor número de comunidades planeadas de Estados Unidos, tales como New Territory, Telfair, Greatwood, Chelsea Harbour, Riverstone y muchas otras.
En el año 2006 CNN/Money y la revista Money pusieron a Sugar Land en el tercer lugar de su lista de las 100 Mejores Ciudades para Vivir en los Estados Unidos.
En el año 2007, CQ Press puso a Sugar Land quinto en su lista de las Ciudades Más Seguras en los Estados Unidos.

## Historia

### Población nativa
Las tribus karankawa y atakapa estaban situadas en lo que es actualmente Sugar Land.

### Fundación de Sugar Land
Sugar Land tiene un patrimonio regresando a la concesión de tierra mexicana original a Stephen F. Austin. Uno de los primeros pobladores de la tierra, Samuel M. Williams, la llamó "Plantación de Oakland" porque había muchas variedades diferentes de robles en la tierra, como el quercus phellos, el roble para postes, el roble del agua, el quercus falcata, y el quercus virginiana. El hermano de Williams, Nathaniel, compró la tierra en 1838. Ellos operaron la plantación haciendo crecer algodón, maíz, y caña de azúcar. Durante estos primeros años, el área que actualmente es Sugar Land era el centro de la vida social a lo largo del Río Brazos. En 1853, Benjamin Terry y William J. Kyle le compraron la Plantación de Oakland a la familia de S. M. Williams. Terry es conocido por haber organizado a los Rangers de Texas de Terry durante la Guerra Civil y por haber nombrado a la ciudad. Luego de la muerte de Terry y Kyle, el coronel E. H. Cunningham compró la plantación de 51 kilómetros cuadrados poco después de la Guerra Civil y desarrolló la ciudad alrededor de su planta de refinería de azúcar alrededor del año 1879.

### Pueblo de compañía
En 1906, la familia Kempner de Galveston, bajo el liderazgo de Isaac H. Kempner y en partneriado con William T. Eldridge, compró la Plantación de Ellis de 21 kilómetros cuadrados, una de las pocas plantaciones en el Condado de Fort Bend que sobrevivió a la Guerra Civil. La Plantación de Ellis originalmente había sido parte de la liga de Jesse Cartwright y en los años posteriores a la Guerra Civil había operado por un sistema de agricultura arrendada bajo la dirección de Will Ellis. En 1908, el partneriado adquirió los 51 kilómetros cuadrados contiguos de la Plantación de Cunningham con su fábrica de azúcar y refinería de caña de azúcar. El partneriado cambió su nombre a Imperial Sugar Company; Kempner asoció el nombre Imperial, el cual era también el nombre de una pequeña fábrica de azúcar en la Plantación de Ellis, con el Hotel Imperial de Nueva York. A fines de siglo, la mayoría de los cultivos de caña de azúcar fueron destruidos por un duro invierno. Como parte del acuerdo Kempner-Eldridge, Eldridge se mudó al lugar para servir como director general y construir el Pueblo manejado por la compañía de Sugar Land.
Los trenes siempre han sido el sonido de Sugar Land. Estos rieles están en la ruta de la vía férrea más antigua de Texas. Pasaba justo por el medio del pueblo, por la refinería de azúcar, y por el oeste del pueblo, a través del corazón de lo que solía ser llamado la Imperial State Prison Farm.
Como un pueblo de compañía desde la década de 1910 hasta 1959, Sugar Land estaba virtualmente autocontenida. La Imperial Sugar Company proveía alojamiento para los trabajadores, impulsó la construcción de escuelas, construyó un hospital para el bienestar de los trabajadores, y proveía negocios para las necesidades de los trabajadores. Muchas de las casas originales construidas por la Imperial Sugar Company permanecen todavía en el área de The Hill y en el Parque Mayfield de Sugar Land y han sido heredadas por generaciones en los miembros de las familias.
Durante los años 1950, Imperial Sugar quiso expandir el pueblo construyendo más casas. Esto llevó a la creación de una nueva división de Haciendas Venecianas. La subdivisión presentaba zonas frente al agua frente a la Ensenada Oyster y otros lagos hechos por el hombre.

### Una ciudad emerge
Mientras el pueblo de compañía se expandía, también lo hacía el interés de establecer un gobierno municipal. Esto resultó en Sugar Land convirtiéndose en una ciudad según la ley general en 1959 luego de una votación. T. E. Hartman se convirtió en el primer alcalde de Sugar Land.
A principios de los años 1960, el desarrollo de una nueva subdivisión presentó viviendas accesibles en Sugar Land por primera vez llamadas Covington Woods. Más tarde en ese año, el Imperial Cattle Ranch vendió alrededor de 4,9 kilómetros cuadrados a un urbanizador para crear lo que se convirtió en Sugar Creek en 1968. Como una comunidad planeada, Sugar Creek presentaba un club de campo con dos canchas de golf y clubes de campo, piletas, y seguridad.
Motivada por el éxito de Sugar Creek, First Colony, una nueva comunidad planeada que ocupaba 40 kilómetros cuadrados se instaló para crear un nuevo estándar de desarrollo en Sugar Land. El desarrollo comenzó en 1977 por la Sugarland Properties Inc. y continuaría por los próximos 30 años. La comunidad planeada ofrecía paisajes formales para los compradores de hogares, barrios segmentados por el rango de precio, una cancha de golf y un club de campo, lagos y bulevares, infraestructuras residenciales y tiendas de compra.
Más o menos al mismo tiempo de First Colony, el desarrollo de otra comunidad planeada comenzó en la proción norte de Sugar Land llamada Sugar Mill. Sugar Mill ofrecía lotes tradicionales, frente al lago y haciendas.
Sugar Land comenzó a atraer la atención de grandes corporaciones durante los años 1980, y muchas eligieron convertir a la ciudad en su sede. Fluor Daniel, Schlumberger, Unolocal y otras les ofrecieron a sus empleados la oportunidad de trabajar a minutos de sus casas. Esto resultó en un radio de 40/60 de base de impuestos de residencial a comercial dentro de la ciudad.
En 1981, una elección especial en la ciudad fue hecha con el propósito de establecer un gobierno municipal autónomo. Los votantes aprobaron la adopción de una carta de autonomía. El tipo de gobierno municipal provisto por la Carta fue conocido como "gobierno de concejo y alcalde", y todos los poderes de la Ciudad fueron colocados en un Concejo compuesto por un alcalde y cinco concejales.
Una elección especial en la ciudad se celebró el 9 de agosto de 1986, para aprobar los cambios propuestos al electorado para su consideración. Por una mayoría de votantes, las enmiendas hechas a la Carta fueron aprobadas lo que proveyó un cambio en la forma de gobierno de la Ciudad de la de "concejo y alcalde" (alcalde fuerte) a la de "concejo municipal" lo que hizo que el gerente de la ciudad sea el jefe oficial administrativo de la ciudad. La aprobación de ésta enmienda hizo que el alcalde se convierta en un miembro de votación del Concejo, además de ejecutar tareas como oficial presidente del Concejo.
Sugar Land anexó la comunidad planeada de Sugar Creek en 1986 con la comunidad casi construida afuera. Ese mismo año, la ciudad organizó la celebración más grande en su historia- La Celebración Sesquicentenaria, celebrando los 150 años de la independencia de Texas del dominio de México.

### Una década de crecimiento
Una Enmienda el 5 de mayo de 1990, cambió la composición del concejo de la ciudad a un Alcalde, cuatro miembros del concejo a ser elegido por los distritos con un único miembro y dos miembros del concejo por posición libre.
Durante la mayor parte de los años 1990, Sugar Land fue considerada una de las ciudades de más rápido crecimiento de la nación y la mayoría de los habitantes de Sugar Land son collar blanco, y personas con educación universitaria trabajado en la renombrada industria de energía de Houston. Una abundancia del crecimiento comercial, con numerosos edificios de oficina de baja altura, bancos, y restaurantes de clase alta floreciendo, pueden ser vistos a lo largo de la Ruta 59 de Estados Unidos y de la Autopista 6 de Texas.
Sugar Land incrementó tremendamente su base imponible con la apertura del First Colony Mall en 1996. El centro comercial de más de 100.000 metros cuadrados fue el primero en el Condado de Fort Bend y está situado en la intersección más concurrida de la ciudad: la Ruta 59 de Estados Unidos y la Autopista 6 de Texas. El centro comercial fue nombrado en honor a la comunidad planeada de First Colony que ocupa 40 kilómetros cuadrados.
En una noche de noviembre a las 23:59, en 1997, Sugar Land se anexó los restantes Distritos de Utilidad Municipal (MUDs) de la comunidad planeada de 40 kilómetros cuadrados de First Colony, llevando a la población de la ciudad a casi 60.000 habitantes. Esa fue la anexión más grande de Sugar Land hasta la fecha.

### El nuevo milenio
Sugar Land se jactaba del mayor crecimiento dentro de las ciudades más grandes de Texas según el censo de los Estados Unidos del 2000 con una población de 63 328. En 2003, Sugar Land se convirtió en una ciudad "principal" cuando el título cambió a área metropolitana de Houston–Sugar Land–Baytown. Sugar Land reemplazó a Galveston como la segunda ciudad más importante del área metropolitana, luego de Houston, ya que el título antes era Houston–Galveston–Brazoria.
El nuevo milenio también vio la necesidad de una expansión de las instalaciones de educación superior situadas dentro de la ciudad. En 2002, la Universidad de Houston System en Fort Bend se mudó a su nuevo campus de 1 kilómetro cuadrado situado fuera de la intersección entre el Bulevar University y la Ruta 59 de Estados Unidos. La ciudad ayudó a financiar el Edificio de Albert y Mamie George y como resultado, el centro de enseñanza multi-institucional fue renombrado como Universidad de Houston System en Sugar Land.
En 2003, la planta de refinería el centro de distribución de la compañía Imperial Sugar fueron sacados de operación, pero su efecto en la economía local fue mínimo ya que Sugar Land actualmente tiene una mayor reputación como un afluente suburbio de Houston que como el pueblo de collar azul y dependiente de la agricultura que era una generación antes. De todos modos, la compañía mantiene su Cuartel General en Sugar Land.
El Departamento de Transporte de Texas vendió 8,2 kilómetros cuadrados de la tierra encerrada en la porción occidental de Sugar Land a Newland Communities, un urbanizador, por pedido en 2003. Más tarde, el urbanizador anunció que iba a construir una nueva comunidad planeada llamada Telfair en ese lugar principal. En julio de 2004, Sugar Land anexó toda esa tierra en los límites de la ciudad para controlar la calidad de la urbanización, extendiendo los límites de la ciudad hacia el oeste. Esto fue inusual, ya que Sugar Land solamente había anexado tierras construidas afuera antes de su urbanización, y no después.
El 1 de diciembre de 2005 a las 0:01, Sugar Land anexó la comunidad planeada recientemente construida de Avalon y cuatro secciones de la subdivisión de Brazos dentro de los límites de la ciudad agregándose aproximadamente 3200 residentes. La ciudad está actualmente negociando con las comunidades de Greatwood, New Territory, y River Park, a lo largo de las subdivisiones de la Colonia Tara y la Plantación de Tara para anexarlas en un futuro cercano. Esa anexión será la más grande, sobrepasando la anexión de First Colony en 1992 y 1997, lo que elevaría la cantidad de habitantes de la ciudad a aproximadamente 120.000.

## Geografía y clima

### Geografía
Sugar Land está situada en el noreste del Condado de Fort Bend, 40 kilómetros al sudoeste de Houston. Sugar Land se encuentra ubicada en las coordenadas 29°35′49″N 95°37′46″O / 29.59694, -95.62944. Según la Oficina del Censo de los Estados Unidos, Sugar Land tiene una superficie total de 88.11 km², de la cual 83.86 km² corresponden a tierra firme y (4.82%) 4.24 km² es agua.
La elevación de la mayor parte de la ciudad está entre 21 y 27 metros. La elevación del Aeropuerto Región de Sugar Land es de 25 metros.
Sugar Land tiene dos vías acuáticas importantes a través de la ciudad. El Río Brazos corre a través de las porciones sudoeste y sur de la ciudad y luego hacia el Condado de Brazoria. La Ensenada Oyster corre desde la porción noroeste hasta la oriental de la ciudad y dentro de la Missouri City.
Sugar Land tiene muchos lagos naturales y hechos por el hombre conectando a la Ensenada Oyster y uno conectando al Río Brazos. Los lagos restantes en Sugar Land son hechos por el hombre a través del desarrollo de muchas comunidades planeadas.

### Geología
Apuntalando la superficie de la tierra del área hay arcillas no consolidadas, pizarras de arcilla, y arenas pobremente cementadas extendiéndose a la profundidad de varias millas. La geología de la región se desarrolló desde los depósitos de caudales hasta la erosión de las Montañas Rocosas. Estos sedimentos consisten en una serie de arcillas y arenas depositadas en materias orgánicas descompuestas que, con el tiempo, fueron transformadas en petróleo y gas natural. Debajo hay una capa de halita depositada en agua, una sal de roca. Las capas porosas fueron comprimidas por el tiempo y forzadas hacia arriba. Cuando fueron presionadas hacia arriba, la sal dragó los sedimentos circundantes en formas de bóveda, a menudo atrapando petróleo y gas desde las arenas porosas circundantes.
La región está libre de terremotos. Mientras la ciudad vecina de Houston contiene 86 fallas de superficie delineadas e históricamente activas con una distancia agregada de 149 millas, la arcilla debajo de la superficie previene el aumento de fricción que produce el temblor de la tierra en los terremotos. Estas fallas se mueven solamente muy gradualmente en lo que es llamado el "arrastramiento de las fallas".

### Clima
El clima de Sugar Land es clasificado como húmedo subtropical. La ciudad está situada en el bioma de las planicies costeras del golfo, y la vegetación es clasificada como un prado templado. Las precipitaciones anuales promedio son de 48 pulgadas. Los vientos prevalecentes son de sur a sudeste durante la mayor parte del año, trayendo calor y humedad desde el Golfo de México.
En verano, las temperaturas máximas diarias están en el rango de los 35 °C durante la mayor parte de julio y agosto. El aire se tiende a sentir quieto y la humedad (a menudo de 90 a 100 por ciento de humedad ambiental) hace que el aire se siente más cálido de lo que realmente es. Las tormentas eléctricas a veces traen tronados al área. Las lluvias a la tarde no son raras, y la mayoría de los días los meteorólogos de Houston pronostican al menos una chance de que llueva. La temperatura más alta registrada en el área fue 109 °F en septiembre de 2001.
Los inviernos en el área de Houston son frescos y templados. La temperatura promedio máxima/mínima en invierno es de 16 °C/7 °C. El período más frío generalmente es en enero, cuando los vientos del norte traen lluvias de invierno. Casi nunca cae nieve, y típicamente no se acumula cuando es vista. Una rara tormenta de nieve golpeó a Houston en la Navidad de 2004. Unas pocas pulgadas se acumularon, pero ya había desaparecido para la próxima tarde.

## Economía

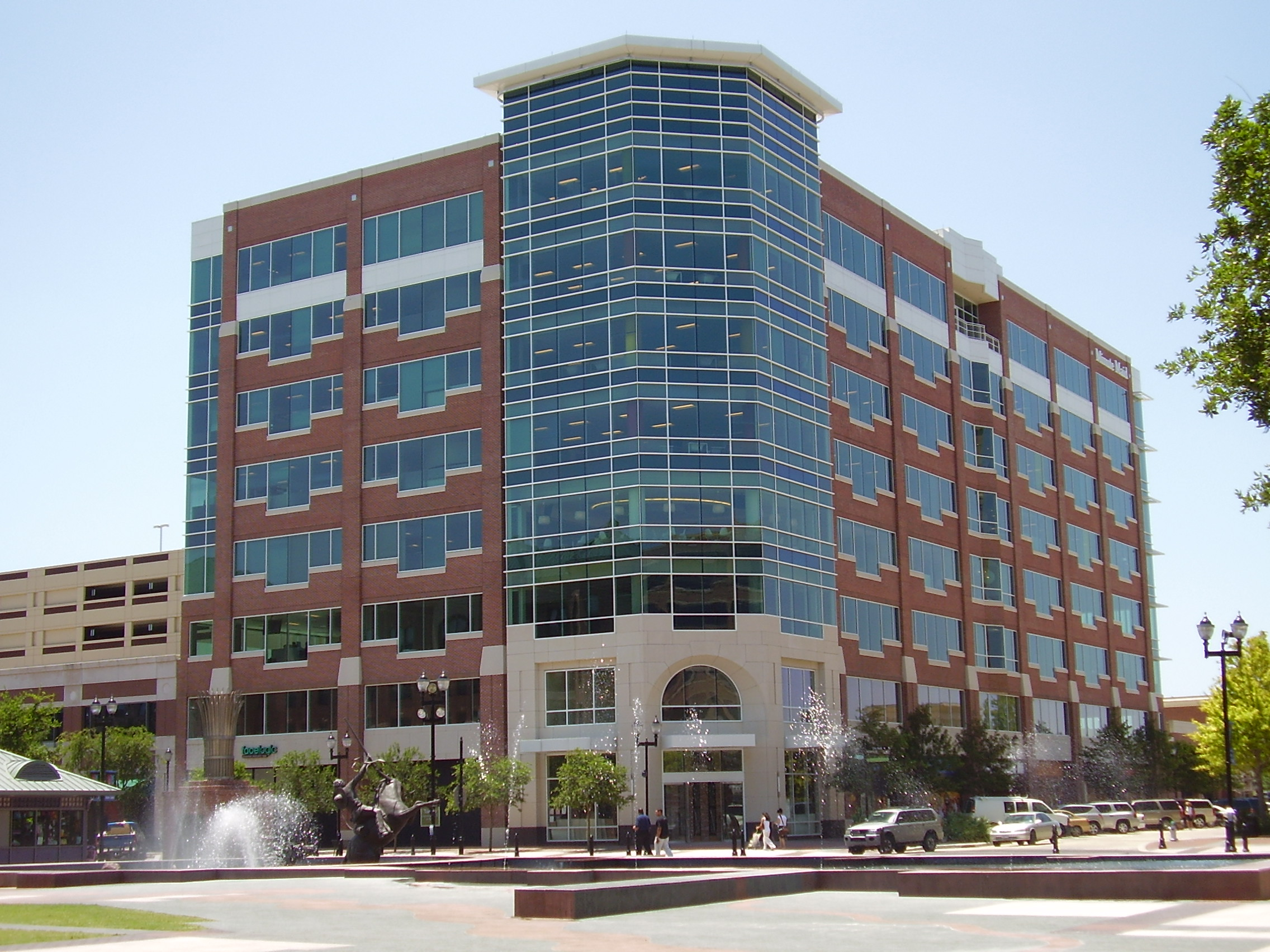
La sede del Minute Maid

Sugar Land alberga su economía a través de la diversificación, vitalidad corporativa, y calidad de vida y fue posicionada como una de las "Principales Ciudades en Texas" para el reacomodo y la expansión de los negocios por la Outlook Magazine y la Texas Business. Las industrias que tiene a Sugar Land como sede son tan diversas como su población residente. Yendo desde semiconductores hasta equipamiento de datos sísmicos, la industria de Sugar Land ha crecido dramáticamente en los últimos 10 años. La ciudad ha atraído numerosos reacomodos corporativos de empresas importantes internacionales y regionales en una gran variedad de industrias incluyendo la ingeniería, la construcción, los servicios técnicos, la exploración y producción de energía, la tecnología e investigación, la electrónica y las comunicaciones.
Aunque todavía es conocido como un suburbio residencial de Houston de "nuevo dinero", Sugar Land tiene una significativa presencia de corporaciones. Como el resto del área de Gran Houston, muchas de las grandes corporaciones están involucradas en la industria de la energía, específicamente la exploración y el refinamiento de petróleo/gas. La ciudad tiene un gran número de empresas internacionales de energía, software y productos. En Sugar Land se encuentran las sedes de Nalco/Exxon y Western Airways. Las empresas de ingeniería y otras industrias relacionadas se las han ingeniado para tomar el lugar como motores económicos. Como impulsos a su crecimiento económico en los años recientes, Sugar Land ha visto la llegada de su primer centro comercial, una distribuidora de Mercedes-Benz, y un Hotel Marriott, los cuales están todos situados cerca de uno de los principales distritos comerciales del Condado de Fort Bend, conocido como la Sugar Land Town Square.
Sugar Land Town Square es un centro orientado a los peatones en la calle principal y un distrito financiero que está a poca distancia de tiendas, servicios, edificios de oficina, restaurantes de cadena, cafeterías, entretenimientos y un Marriott International y un centro de conferencias.
La abundancia del crecimiento comercial, con numerosos edificios de oficina de poca altura, bancos y restaurantes de clase alta emergiendo, pueden ser vistos a lo largo de la Ruta 59 de Estados Unidos y de la Autopista 6 de Texas, dos de las seis principales arterias de tránsito dentro de la ciudad. En un intento para manejar el futuro crecimiento, la ciudad ya ha puesto un límite en cuántos pisos un edificio puede tener, con condominios sólo permitidos a alcanzar los 10 pisos y los edificios de oficina con un máximo de 15 pisos.
Sugar Land es el cuartel General de la compañía Imperial Sugar. También sirvió como sede de su refinería principal (y única) y de su centro de distribución. La refinería y el centro de distribución han sido sacados de operación desde 2003, pero su efecto en la economía local fue mínimo, ya que Sugar Land actualmente tiene una mayor reputación como un afluente suburbio de Houston que como el pueblo de collar azul y dependiente de la agricultura que era una generación antes. De todos modos, la compañía mantiene su Cuartel General en Sugar Land.

## Ley y gobierno
Sugar Land opera bajo una forma de gobierno de concejo municipal. Bajo este sistema, el concejo designa al gerente de la ciudad, quien obra como jefe ejecutivo del gobierno. El gerente de la ciudad lleva a cabo la política y administra los programas de la ciudad. Todos los jefes de departamento, incluyendo el abogado de la ciudad, el jefe de policía y el jefe de bomberos son, a fin de cuentas, responsables al gerente de la ciudad. La composición del concejo municipal de Sugar Land consiste de un alcalde, cuatro miembros del concejo a ser elegidos por un único miembro de los distritos y dos miembros del concejo por una posición general. Todas las posiciones de concejo municipal son sin afiliación oficial.

### Alcaldes
Sugar Land ha tenido ocho alcaldes
- T. E. Harman (1959-1961)
- Bill Little (1962-1967)
- C.E. McFadden (1968-1972)
- Roy Cordes, Sr. (1973-1981)
- Walter McMeans (1981-1986)
- Lee Duggan (1987-1996)
- Dean A. Hrbacek (1996-2002)
- David G. Wallace (2002-presente)

### Política
Sugar Land es vista como una de las áreas más predominantemente republicanas de la nación, y también es vista como una gran fortaleza republicana en la política local y federal. Por ejemplo, el voto presidencial en Sugar Land ha ido consistentemente hacia el candidato republicano en las últimas elecciones, y mientras el concejo municipal de Sugar Land es oficialmente no partidario, todos sus actuales ocupantes de cargos políticos son republicanos endorsados.

#### Representación estatal

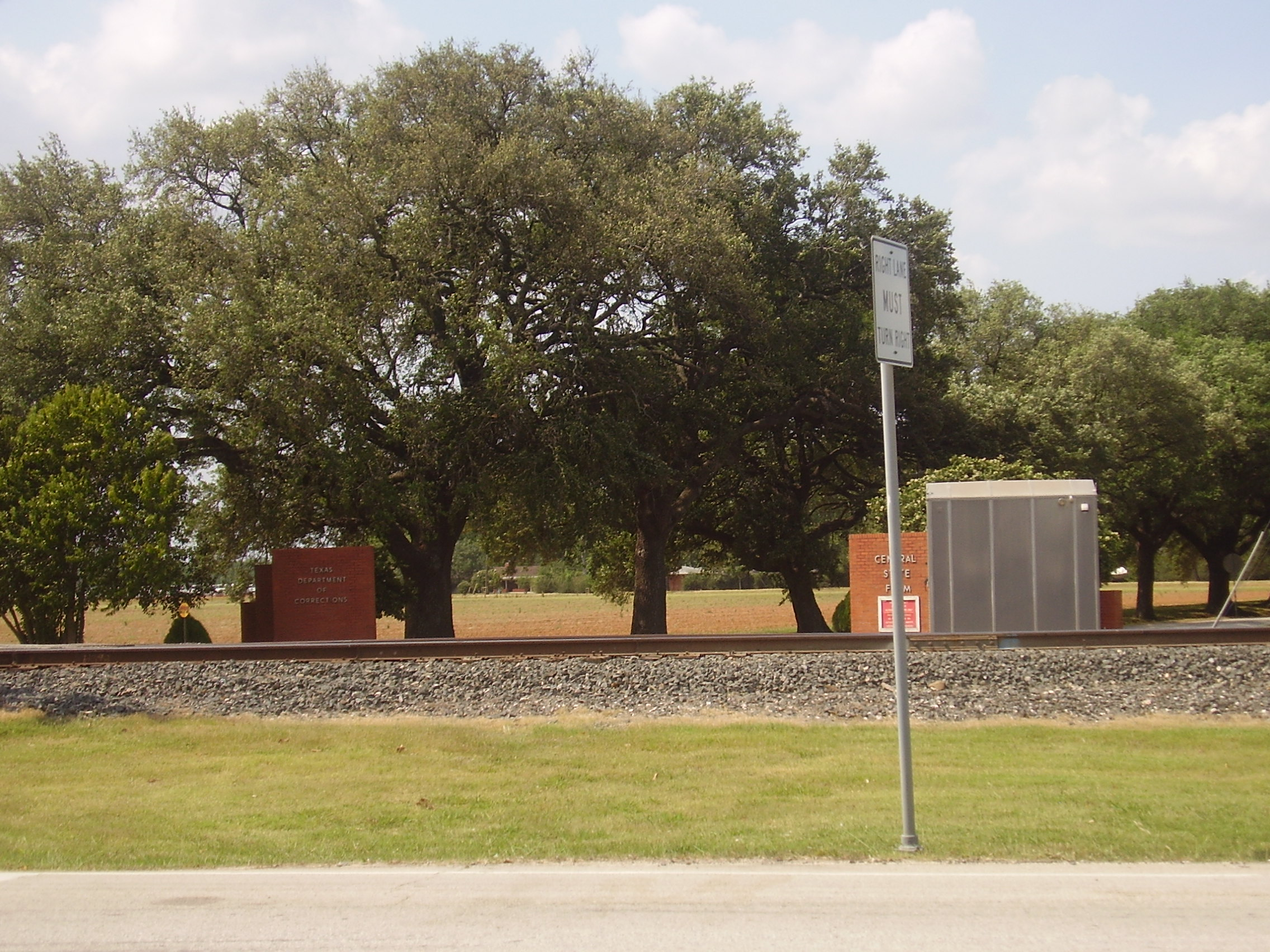
La Unidad Central

Sugar Land es representada en la Legislatura de Texas por el representante estatal Charlie Howard y el senador estatal Kyle Janek, ambos republicanos. Howard, quien reside en Sugar Land y representa 26vo Distrito de la Casa de Representantes de Texas, derrotó a su contrincante demócrata con casi el 70% de los votos en el 2000 y desde ese momento no ha enfrentado a otro candidato demócrata. Cuando el cargo fue ganado por Tom DeLay, Janek, cuyo distrito no sólo incluye Sugar Land sino también otras áreas prominentes con mayorías republicanas de Gran Houston como Katy y otras áreas afluentes de Houston incluyendo West University Place, lugar de residencia de Janek, fue reelegido en 2006 sin un oponente demócrata.
El Departamento de Justicia Criminal de Texas tiene una prisión, la Unidad Central, en Sugar Land.

#### Representación federal
Sugar Land está situada en el distrito 22 de Texas de la Cámara de Representantes de los Estados Unidos, el cual es un distrito fuertemente republicano como resultado de la redistribución liderada por una legislatura estatal controlada por los republicanos. Antes del 9 de junio de 2006, había sido representada por el ex Líder de la Mayoría de la Cámara Tom DeLay, quien se mudó desde Sugar Land hacia su casa en Alexandria (Virginia) después de haber renunciado a su posición en la Cámara.
El actual representante es Nick Lampson, un demócrata quien obtuvo el cargo luego de que a oficiales republicanos de cuatro condados del área de Houston, incluyendo Fort Bend, se les haya prohibido seleccionar al nuevo nominado republicano (DeLay anteriormente había ganado en la primaria con más del 60% antes de haber renunciado y recibido 55% del voto en el Condado de Fort Bend en 2004) lo que terminó en una campaña de la concejal y dermatóloga de Houston Shelley Sekula-Gibbs; solamente Lampson y Bob Smither, un candidato libertario, estuvieron en la votación. Aunque Sekula-Gibbs hizo una agresiva campaña (incluso ganando la elección especial para finalizar con el término no expirado de 7 semanas de DeLay) que incluyó calificar a Lamspon como un "liberal" y recibir una visita sorpresa del presidente George W. Bush en el Aeropuerto Regional de Sugar Land, Lamspon (quien también fue ayudado por el clima antirrepublicano de 2006) se las arregló para ganar las elecciones, obteniendo más del 50% de los votos -- incluso en el Condado de Fort Bend (donde Sugar Land está situada), lo que le dio a Lamspon su menor margen de victoria entre los cuatro condados. Lampson es el primer demócrata en representar a Sugar Land en cualquier ámbito desde 1999, cuando los republicanos ganaron todos los cargos estatales en Texas, incluyendo el cargo abierto del demócrata teniente gobernador Bob Bullock, aunque algunos demócratas han representado algunas partes de la jurisdicción extraterritorial de la ciudad desde ese momento. La representante estatal demócrata Dora Olivo, representa las comunidades de Greatwood y River Park situadas en la porción occidental de la ciudad. Estas áreas, así como también la urbanización de New Territory, fueron también representadas por el senador estatal demócrata Ken Armbrister antes de su retiro en 2006. El distrito de Armbrister es ahora ocupado por el republicano Glenn Hegar.

## Demografía
Según el censo de 2010, había 78817 personas residiendo en Sugar Land. La densidad de población era de 894,57 hab./km². De los 78817 habitantes, Sugar Land estaba compuesto por el 51.96% blancos, el 7.43% eran afroamericanos, el 0.22% eran amerindios, el 35.27% eran asiáticos, el 0.04% eran isleños del Pacífico, el 2.26% eran de otras razas y el 2.83% pertenecían a dos o más razas. Del total de la población el 10.56% eran hispanos o latinos de cualquier raza.

## Gente y cultura
Sugar Land tiene una gran fuerza de trabajo de collar blanco, con educación universitaria empleada en la industria energética de Houston. Sugar Land también es conocida por su afluente población minoritaria, ya que también es un lugar de residencia popular en Houston de la cada vez más influyente comunidad asiático estadounidense.
En 2004, la ciudad fue nombrada uno de los mejores 100 lugares para vivir según HomeRoute, una compañía nacional de mercadotecnia inmobiliaria, la cual identifica cada año las mejores ciudades estadounidense para su programa Relocate-America. Las ciudades son seleccionadas teniendo en cuenta las oportunidades educacionales, las tasas de delitos y el empleo. La revista comenzó con estadísticas de 271 ciudades estadounidenses provistas por la OnBoard LLC, una compañía de información inmobiliaria. Estas ciudades tienen los ingresos promedio más elevados de la nación y por encima del crecimiento promedio de la población.
Sugar Land fue premiada con el título de la "Ciudad Más Apta de Texas" para el rango de población de 50.000-100.000 en 2004, 2005 (empatando con Round Rock y en 2006. El programa de la "Ciudad Más Apta de Texas" es parte del programa Texas Roundup.

### Gente famosa
Las celebridades que viven en Sugar Land incluyen al exjugador de los Carolina Panthers David Carr, Ryan West, el exjugador de los Houston Astros Terry Puhl así como también Kelly Rowland de las Destiny's Child. El árbitro de la NFL y Supervisor de Oficiales de la Conferencia de los 12 Grandes Walt Anderson vive en Sugar Land. Otras celebridades tienen casas en algunas áreas de la ciudad, notablemente en la comunidad planeada de First Colony, como los baquetbolistas Tracy McGrady, Hakeem Olajuwon, Shaquille O'Neal, el jugador de los Houston Texas Ahman Green, y el jugador de los Houston Astros Carlos Lee.
Sugar Land también es hogar del excongresista Tom DeLay, así como de los ganadores de medallas de oro olímpicas Tara Lipinski (patinaje artístico sobre hielo) y Steven López (Taekwondo).
La canción "Midnight Special" del músico de folclore Leadbelly discute su arresto en Houston y su estadía en la Cárcel de Sugar Land (ahora el Centro Beauford H. Jester) en 1925.
"If you're ever down in Houston, ("Si alguna vez vas a Houston,)

Boy, you better walk right. (Chico, mejor que camines bien.)

And you better not squabble.(Y mejor que no riñas)

And you better not fight. (Y mejor que no pelees)

Bason and Brock will arrest you. (Bason y Brock te arrestarán)

Payton and Boone will take you down. (Payton y Boone te apuntarán)

You can bet your bottom dollar (Puedes apostar tu último dólar)

That you're Sugar Land bound" (A que estás confinado a Sugar Land")

Queen Sebastian vivió aquí. Ella es actualmente la coconductora de NewsWatch en RPN-9 a las 23:00 de lunes a viernes.

## Atracciones locales
Sugar Land Town Square es el corazón del entretenimiento del distrito en Sugar Land y el Condado de Fort Bend. Tiene una serie de restaurantes, cafeterías, centros comerciales, un Hotel Marriott y un centro de conferencias, casas y oficinas de mediana altura, una plaza pública, y el Salón de la Ciudad de Sugar Land. Los festivales y eventos importantes toman lugar en la plaza. Justo afuera del Sugar Land Town Square se encuentra el First Colony Mall. La plaza del pueblo es un símbolo irónico del reciente surgimiento en los suburbios creando falsas áreas céntricas patrocinadas por empresas. En el caso de Sugar Land, el verdadero pueblo ha sido ignorado deconstruido por varios de los recientes cambios en las subdivisiones planeadas.
El nuevo salón de la ciudad y la plaza pública, un punto principal del Sugar Land Town Square, recibió el premio de "Mejor Impacto en la Comunidad" del Houston Business Journal en la quinta ceremonia anual de los Premios Landmark.
En Sugar Land tienen sus campos de entrenamiento los Houston Aeros y los Houston Comets. Situado justo fuera del Sugar Land Town Square se encuentra el Centro de Deportes y Superficie de Hielo de Sugar Land (anteriormente el Aeródromo de Sugar Land), donde entrenan los Houston Aeros. También está abierto al público como un complejo de patinaje sobre hielo.
Al lado está el First Colony Mall, un centro comercial muy grande que recientemente se expandió de su tradicional diseño bajo techo para incluir actividades exteriores y varios garajes de estacionamiento. Dentro y fuera, bordeando el centro comercial, música tranquila y feliz es tocada. El centro comercial es afirmado por Dillard's, Macy's, J. C. Penney, y Barnes & Noble, junto con 130 tiendas, incluyendo Pottery Barn, Coach, Williams-Sonoma, Ann Taylor, Forever 21, Chico, y Talbots. Otras tiendas importantes situadas cerca del centro comercial en varias áreas del Centro del Pueblo incluyen a Target, Best Buy, Circuit City, Toys "R" Us, Linens 'n Things, Finger Furniture, PetSmart, Kroger, Garden Ridge, Lowe's, Lane Home Furnishings, y DSW, así como también una premiada distribuidora de Mercedes-Benz.

## Distritos y comunidades
Sugar Land es casa de muchas comunidades planeadas que contienen canchas de golf, clubes de campo, y lagos. La ciudad tiene la mayoría de las comunidades planeadas en el Condado de Fort Bend, el cual alberga el mayor número de comunidades planeadas de la nación. La primera comunidad planeada que fue desarrollada en Sugar Land fue Sugar Creek. Ahora hay trece comunidades planeadas situadas en los límites de la ciudad de Sugar Land y su jurisdicción extraterritorial combinadas.
La porción norte de Sugar Land, a veces referida por sus residentes y oficiales del gobierno como "Vieja Sugar Land" está al norte de la Ruta 90 de los Estados Unidos, pero también incluye las subdivisiones/áreas de las Haciendas Venecianas, y Belknap/Brookside, que está al sur de la Ruta 90 de los Estados Unidos. La mayoría de esa área eran los límites de la ciudad originales de Sugar Land cuando fue incorporada en 1959. Situada en ese lado del pueblo están la antigua refinería y el antiguo centro de distribución de la compañía Imperial Sugar que fueron sacados de operación en 2003, pero el Cuartel General sigue estando dentro de la ciudad. Al noreste de Sugar Land está el Parque de Negocios de Sugar Land. Muchas de las compañía de electrónica y energía están situadas acá. El Parque de Negocios de Sugar Land es el área de negocios e industrial más grande de la ciudad.
Las actividades económicas y de entretenimiento más grandes están en las áreas del sur y el sudeste de Sugar Land. La mayoría de lo población dentro de los límites de la ciudad está concentrada aquí. El área está formada completamente por comunidades planeadas e incluye casi la totalidad de First Colony, la más grande en Sugar Land ocupando 40 kilómetros cuadrados. Otras comunidades planeadas en esta área son Sugar Creek, Sugar Lakes, Commonwealth, Avalon, y Riverstone. En esta área se sitúan el First Colony Mall, el Sugar Land Town Square, el nuevo Salón de la Ciudad de Sugar Land, y otras importantes áreas comercial. Esta área se jacta de un amplio rango de actividades de recreación incluyendo tres canchas de golf y clubes de campo. Otro complejo recreacional en el área es el Centro de Deportes y Superficie de Hielo de Sugar Land (antes Aeródromo de Sugar Land), sede del complejo de entrenamiento de los Houston Aeros.
La mayor parte del área del sudoeste de Sugar Land se encuentra en la jurisdicción extraterritorial de la ciudad. Esta área es muchas veces referida como el "otro lado del río" porque está separada del resto de la jurisdicción extraterritorial de Sugar Land y la ciudad misma por el Río Brazos. Su cultura y actividades son diferentes de otras partes de la jurisdicción extraterritorial de Sugar Land y la ciudad misma también por la separación por el Río Brazos. Toda esta área se encuentra en el Distrito Escolar Independiente Consolidado de Lamar. Esta área tiene dos comunidades planeadas, Greatwood y River Park. Otras comunidades en esta área son Canyon Gate en el Brazos, todavía en desarrollo, y Tara Colony, una gran subdivisión más vieja que tiene una dirección de Richmond pero se encuentra en realidad en la jurisdicción extraterritorial de Sugar Land y se está evaluando su futura anexión.
La porción occidental de Sugar Land está parcialmente en los límites de la ciudad y parcialmente en la jurisdicción extraterritorial. Alberga la comunidad planeada de 8,9 kilómetros cuadrados de New Territory y de la futura urbanización de 8,2 kilómetros cuadrados, Telfair. Toda la tierra de lo que ahora es la futura comunidad de Telfair era una tierra encerrada poseída por el Departamento de Transporte de Texas. Fue vendida en 2003 y anexada a los límites de la ciudad de Sugar Land en 2004. Una nueva autopista, la Autopista 99 de Texas, abierta en 1994, una importante arteria de esta área. Al norte de esta área, al norte de la Autopista 90A de los Estados Unidos, se encuentra el Aeropuerto Regional de Sugar Land y la Unidad Central del Departamento de Corrección de Texas.

## Hitos arquitectónicos
El Auditorio Lakeview, situado en el campus de la Escuela Primaria Lakeview, es el edificio histórico más antiguo que todavía queda en el área. Originalmente uno de los once edificios que componían el campus del antiguo Distrito Escolar Independiente de Sugar Land, el auditorio era un punto focal para una vibrante y creciente comunidad. El imponente auditorio todavía funciona hoy en día y es un Hito Histórico Recordado de Texas, en el 2002.
En 1912, la compañía Imperial Sugar construyó un pequeño edificio en la esquina de la Calle Wood y el Paseo Lakeview (luego conocido como Calle Third) para servir como escuela. El campus original consistía de 11 edificios dispuestos en un semicírculo con el grande y aereado auditorio en el centro. Los edificios estaban conectados por un pasillo cubierto soportados por una grandes columnas blancas. Había una entrada de vehículos para autobuses y automóviles. Todos los edificios estaban finalizados con estuco blanco afuera y tenían ventanas grandes que permitían al aire fresco circular y enfriar los edificios. El auditorio era un puerto de actividades comunitarias.

## Transporte
Sugar Land actualmente no tiene un sistema de tránsito masivo. De todos modos, esto puede cambiar ya que ha sido un posible candidato para la expansión del sistema de METRORail de Houston poniendo un planeado tren a lo largo de la Ruta 90 de los Estados Unidos. Dado que muchos de los residentes de Sugar Land trabajan en Houston, creando este tipo de transporte se disminuiría el tránsito en la Autopista 59 de los Estados Unidos, por lo que ha habido un gran apoyo para este proyecto.

### Calles importantes
La Ruta 59 de los Estados Unidos, la autopista más importante que va diagonalmente por la ciudad, ha estado bajo un importante proyecto de ampliación para acomodar los pasajeros diarios de Sugar Land. La porción finalizada de la autopista al este de la Autopista 6 de Texas actualmente tiene ocho carriles principales. Actualmente, la ampliación de la Ruta 59 de los Estados Unidos se da solamente al oeste de la Autopista 6 de Texas hacia la Autopista 99 de Texas. También está esperado que se convierta en la Interestatal 69, en algún momento en el futuro.
La Ruta 90 de los Estados Unidos es una importante autopista que pasa a través de Sugar Land de este a oeste y pasa por un área histórica de la ciudad, conocida como "Vieja Sugar Land". La Ruta 90 de los Estados Unidos actualmente está siendo ampliada a una autopista de ocho carriles con una media de 30 pies entre la Autopista 99 de Texas de la Autopista 59 de los Estados Unidos.
La Autopista 6 de Texas es una importante autopista que va de norte a sudeste por Sugar Land y pasa por la comunidad planeada de 40 kilómetros cuadrados de First Colony. La construcción está a punto de comenzar sobre un puente en el Bulevar University y la Autopista 90A de los Estados Unidos desde el Bulevar First Colony al norte de la Autopista 90A de los Estados Unidos. Cuando esté completa, tendrá seis carriles principales y calles de acceso.
La Autopista 99 de Texas es una nueva autopista inaugurada en 1994. Actualmente pasa por las comunidades planeadas de New Territory y River Park. La construcción comenzará pronto al sur de la Autopista 59 de los Estados Unidos y su actual punto final.
La F.M. 1876 de Texas, conocida popularmente como Calle Eldridge, es una autopista estatal que va de norte a sur en el norte de Sugar Land. Pasa por varias áreas establecidas y actúa como frontera occidental del Parque de Negocios de Sugar Land.

### Aeropuerto
El Aeropuerto Regional de Sugar Land (anteriormente Aeropuerto Municipal de Sugar Land) fue comprado en 1990 por la ciudad de Sugar Land. El Regional de Sugar Land es el cuarto aeropuerto dentro del área metropolitana de Houston–Sugar Land–Baytown. El aeropuerto maneja aproximadamente 250 operaciones aéreas por día.
El aeropuerto hoy en día al área aérea de aviación general (GA) para la clientela corporativa, gubernamental y privada. Una nueva Terminal de 1900 metros cuadrados y un área de aviación general de 243.000 metros cuadrados fueron inaugurados en 2006. El Regional de Sugar Land rápidamente manejo el servicio de pasajeros comercial durante mediados de los años 1990 por un actualmente cerrado transportador de Texas llamado Conquest Airlines. Para servicio comercial agendado, Sugar Land confía en los dos aeropuertos comerciales de Houston, el Aeropuerto Intercontinental George Bush (IAH), 45 millas al noreste, y el Aeropuerto William P. Hobby (HOU), 30 millas al este.
La ciudad de Houston mantiene un parque que ocupa 3 kilómetros cuadrados de tierra directamente al norte del Aeropuerto Regional de Sugar Land y los urbanizadores han construido comunidades planeadas (Telfair, y el futuro desarrollo de TX DOT Tract 3 inmediatamente al este del aeropuerto]]) alrededor del aeropuerto, ambos factores imposibilitan la expansión del aeropuerto.
China Airlines opera un servicio privado de colectivos de transbordo desde Wel-Farm Super Market/Metro Bank en la Autopista 6 de Texas en Sugar Land hasta el Aeropuerto Intercontinental George Bush para sustentar su vuelo desde el Intercontinental Bush hasta Taipéi (Taiwán). El servicio finalizará cuando China Airlines se vaya de Houston el 29 de enero de 2008.

## Educación

### Universidades
La Universidad Junior del Condado de Wharton y la Universidad del Sistema de Houston en Sugar Land están situadas en Sugar Land.
La Universidad del Sistema de Houston en Sugar Land (UHSSL) es un centro de enseñanza multi-institución (MITC) para las cuatro universidades dentro de la Universidad del Sistema de Houston, que abarca la Universidad de Houston, la UH-Clear Lake, la UH-Downtown, la UH-Victoria. Actualmente, los programas y títulos ofrecidos en el centro de enseñanza de Sugar Land son de la UH del Centro y de la UH-Victoria.
La Universidad Junior del Condado de Wharton (WCJC) es una universidad comunitaria abarcativa que ofrece un amplio rango de programas y servicios educacional postsecundarios incluyendo grados de asociados, certificados y cursos de educación continua. La universidad prepara a estudiantes interesados en ser transferidos a instituciones de licenciaturas.

### Educación primaria y secundaria

#### Escuelas públicas

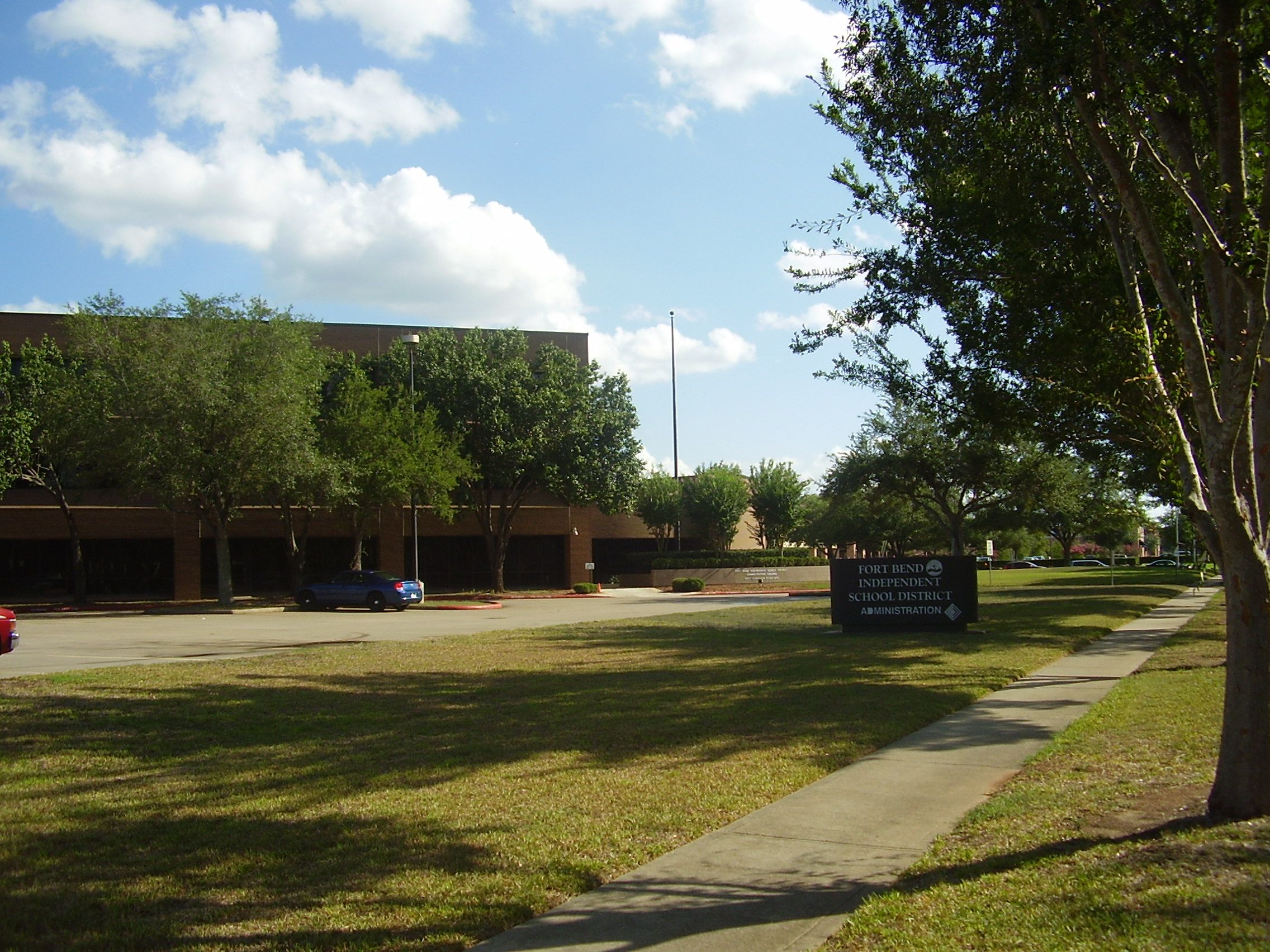
Sede del Distrito Escolar Independiente de Fort Bend

Todos los sistemas de educación pública en Texas son administrados por la Agencia de Educación de Texas (TEA). El Distrito Escolar Independiente de Fort Bend es el distrito escolar que sirve a casi toda la ciudad de Sugar Land. La porción sudoeste de la jurisdicción extraterritorial (ETJ) de Sugar Land y algunas áreas muy pequeñas dentro de los límites de la ciudad de Sugar Land se encuentran en el Distrito Escolar Independiente Consolidado de Lamar. El LCISD sirve a las comunidades planeadas de Greatwood y River Park. Otras comunidades en la ETJ servidas por el Consolidado de Lamar incluyen Canyon Gate en el Brazos y Tara Colony.
La Escuela Secundaria Clements en Sugar Land y la Escuela Secundaria Austin en la parte no incorporada del Condado de Fort Bend (y sirviendo a Sugar Land), ambas del ISD de Fort Bend, han sido reconocidas por la revista Texas Monthly como unas de las mejores 10 escuelas secundarias en el estado de Texas. Además, las escuelas secundarias Clements y Austin y la Escuela Secundaria Elkins en la cercana Missouri City están posicionadas 313ra, 626ta, y 702da, respectivamente, entre las 1000 mejores escuelas de los Estados Unidos según un reporte en el 2005 de Newsweek. Elkins sirve algunas porciones de Sugar Land.
En 2007, el equipo de Mathcounts de Texas en la competición nacional tuvo dos miembros de Sugar Land, Kevin Chen (quien también participó en el campeonato nacional) y Bobby Shen (posicionado 13.º, sacó el máximo puntaje de los de sexto grado). El entrenador, Jeffrey Boy, era también de Sugar Land.

#### Escuelas privadas
Hay muchas escuelas privadas en Sugar Land y sus áreas circundantes de varios tipos: no sectarias, católicas, y protestantes. La Agencia de Educación de Texas no tiene ninguna autoridad sobre las operaciones de las escuelas privadas; las escuelas privadas pueden o no estar acreditadas, y las pruebas de logro no son requeridas para los graduados de escuelas privadas. Muchas escuelas privadas pueden obtener acreditación y hacer pruebas de logro como manera de demostrar que la escuela está genuinamente interesada en el rendimiento educacional.
La Arquidiócesis de Galveston-Houston maneja la Escuela St. Laurence, una escuela católica privada K-8, en Sugar Land. La Escuela Secundaria Pope John XXII al este del Condado de Harris no incorporado del suburbio vecino de Katy. La Academia Bautista de Fort Bend también está situada en Sugar Land.

### Bibliotecas públicas
Los residentes de Sugar Land son servidos por el sistema de Bibliotecas del Condado de Fort Bend, el cual contiene dos bibliotecas y siete cadenas. Hay dos cadenas dentro de la ciudad: la Cadena Sugar Land y la Cadena First Colony. La Cadena Mamie George en Stafford está al lado pero no dentro de Sugar Land. La biblioteca principal está en Richmond.

## Servicio postal
El Servicio Postal de los Estados Unidos gestiona dos oficinas postales en Sugar Land:
- Sugar Land Post Office en 225 Matlage Way, 77478-9998
- First Colony Post Office en 3130 Grants Lake Boulevard, 77479-9998

## Medios de comunicación